# لوسيو بيانكو
لوسيو بيانكو (بالإيطالية: Lucio Bianco)‏ هو بروفيسور ومهندس إيطالي، ولد في 16 ديسمبر 1941 في جوارديا لومباردي في إيطاليا.